# Hoplosternum littorale
Hoplosternum littorale es una especie de pez de la familia Callichthyidae en el orden de los Siluriformes. En Brasil es conocido como tamuatá, en Guayana Francesa como atipa, en Guayana como hassar, en Suriname como kwi kwi o kwie kwie, en Trinidad como cascadura, en Argentina como cascarudo y en Venezuela como busco conchua y curito.

## Morfología
- Los machos pueden llegar alcanzar los 24 cm de longitud total.[1][2]

## Alimentación
Durante la estación de las lluvias, los adultos comen grandes cantidades de quironómidos, mientras que en la estación seca se alimentan principalmente de insectos  terrestres, micro crustáceos, dípteros acuáticos y detritus.

## Hábitat
Es un pez de agua dulce y de clima tropical (18 °C-26 °C).

## Distribución geográfica
Se encuentra en la mayor parte de Sudamérica en las  cuencas del río Amazonas y río Orinoco y al este de los Andes, en la cuenca del Plata (excepto en el Río Salado del Sur.

## Uso comercial
Es criado comercialmente en Guayana.